# Mu (kontinent)

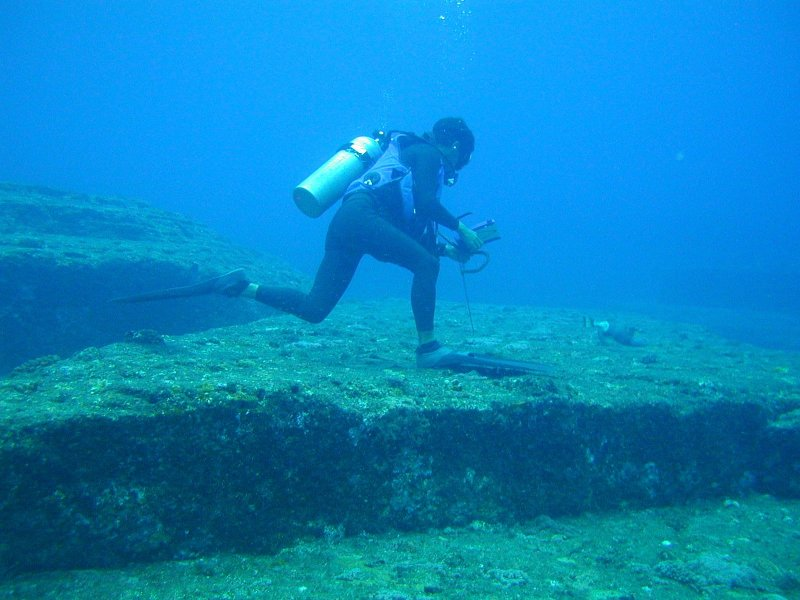
Byggnad utanför Yonaguni, Japan, som kontroversiellt är förklarad som en kvarlämning av Mu

Mu är en fiktiv försvunnen ö eller kontinent i Stilla havet, som likt Atlantis i Atlanten och Lemurien i Indiska oceanen påstås ha sjunkit. Mu förekommer främst i pseudovetenskapliga sammanhang, samt i science fiction och liknande litteratur. Geologer anser att man kan vara tämligen säker på att någon sådan ö aldrig existerat i Stilla havet.

## Mu i populärkulturen
Den brittiska musikgruppen The KLF, som också kallas The Justified Ancients of Mu Mu, hade i början av 1990-talet en hit med låten Justified & Ancient där de sjunger om landet Mu eller Mu Mu som de ofta benämnde det. Inspirationen till detta fick de från Robert A. Wilsons och Robert Sheas Illuminatus-trilogi där The Ancients Of Mummu är en anarkistgrupp som kämpar mot konservatism och förtryck. Även i TV-spelet Duck Tales 2 förekommer en nivå som utspelar sig på Mu.
Den försvunna kontinenten är fokus för flera albumhistorier i den tecknade serien Corto Maltese, inklusive i Mu (1988–1991).